# Osvaldo Vargas
Osvaldo Dionisio Vargas Gómez (Papudo, Chile) es un exfutbolista chileno. Jugaba de zaguero y jugó en diversos equipos de Chile, Argentina, Ecuador y Venezuela. Comenzó su carrera en Unión La Calera. Además integró la Selección de fútbol de Chile.

## Trayectoria
Como juvenil, comenzó su carrera en el Independiente de su ciudad natal, para luego unirse a las filas de Unión La Calera en la Segunda división de Chile, dirigido por Donato Hernández.En su país natal tuvo una extensa trayectoria, defendiendo los colores de O'Higgins, Unión Española, Rangers, Deportes Valdivia, Deportes Concepción, Santiago Wanderers, Deportes Antofagasta y Deportes Puerto Montt, en finalizó su carrera como jugador profesional en 1993.
En el extranjero, defendió las camisetas de Gimnasia y Esgrima La Plata en Argentina, Filanbanco en Ecuador y Minervén Fútbol Club en Venezuela.

## Selección nacional

### Selección juvenil
Representó a la sub-20 de Chile en el Sudamericano de 1979, quedando involucrado en el controversial caso de los pasaportes falsos en Paysandú.

### Selección adulta
Con la Selección de Chile participó en 3 partidos entre 1980 y 1981, marcando un gol de tiro libre ante Argentina.

### Partidos internacionales
| Partidos internacionales | Partidos internacionales | Partidos internacionales                            | Partidos internacionales | Partidos internacionales | Partidos internacionales | Partidos internacionales | Partidos internacionales | Partidos internacionales | Partidos internacionales |
| N.º                      | Fecha                    | Estadio                                             | Local                    | Resultado                | Visitante                | Goles                    | Asistencias              | DT                       | Competición              |
| ------------------------ | ------------------------ | --------------------------------------------------- | ------------------------ | ------------------------ | ------------------------ | ------------------------ | ------------------------ | ------------------------ | ------------------------ |
| 1                        | 21 de agosto de 1980     | Estadio Centenario, Montevideo, Uruguay             | Uruguay                  | 1:1                      | Chile                    |                          |                          | Luis Santibáñez          | Amistoso                 |
| 2                        | 18 de septiembre de 1980 | Estadio Malvinas Argentinas, Mendoza, Argentina     | Argentina                | 2:2                      | Chile                    | Anotado                  |                          | Luis Santibáñez          | Amistoso                 |
| 3                        | 19 de marzo de 1981      | Estadio Nemesio Camacho El Campín, Bogotá, Colombia | Colombia                 | 1:2                      | Chile                    |                          |                          | Luis Santibáñez          | Amistoso                 |
| Total                    | Total                    | Total                                               | Presencias               | 3                        | Goles                    | 1                        |                          |                          |                          |

| Selección chilena | Selección chilena | Selección chilena |
| Año               | Partidos          | Goles             |
| ----------------- | ----------------- | ----------------- |
| 1980              | 2                 | 1                 |
| 1981              | 1                 | 0                 |
| Total             | 3                 | 1                 |

## Clubes
| Club                        | País      | Año       |
| --------------------------- | --------- | --------- |
| Unión La Calera             | Chile     | 1976-1978 |
| O'Higgins                   | Chile     | 1979-1984 |
| Gimnasia y Esgrima La Plata | Argentina | 1985      |
| Filanbanco                  | Ecuador   | 1986      |
| Unión Española              | Chile     | 1986      |
| Rangers                     | Chile     | 1987      |
| Deportes Valdivia           | Chile     | 1988-1989 |
| Deportes Concepción         | Chile     | 1990      |
| Santiago Wanderers          | Chile     | 1991      |
| Minervén Fútbol Club        | Venezuela | 1992      |
| Deportes Antofagasta        | Chile     | 1992      |
| Deportes Puerto Montt       | Chile     | 1993      |